# 相沢家のえとせとら
『相沢家のえとせとら』（あいざわけのえとせとら）は、真未たつやによる日本の4コマ漫画。『まんがタイムきらら』（芳文社）にて、2005年10月号から2012年9月号にかけて連載された（一時期休載あり）。

## 概要
相沢家の3姉妹と、それを取り巻く人々が繰り広げる日常生活が中心の作品。

## 登場人物

### 相沢家
3姉妹の名前は陸・海・空の3つから名付けられている。
相沢 祐海（あいざわ うみ）
本作品の主人公で相沢家の三女。高校生で、作中では1年→2年→3年と順次進級。両親不在の相沢家の家事のほとんどを任されている。
作中一番の常識人であり、姉2人や友人たちの行動に振り回されて苦労している。母や長姉に似ず貧乳なのを苦にしている。
相沢 りく（あいざわ りく）
相沢家の次女。作中では高校2年→3年→大学1年に進級。時折、理解不能な言動が多く一家のトラブルメーカーとなっている。祐海ほどではないが貧乳。
相沢 空（あいざわ そら）
相沢家の長女。シナリオライター。祐海をものすごく可愛がっている反面、暴走しがちなりくには容赦ない。三姉妹の中では唯一の巨乳。りく同様、生活態度はかなりズボラ。
相沢 衛
三姉妹の父親。フォトジャーナリストとして、世界各国を転々としている。
相沢 ねね
三姉妹の母親。夫と共に世界各国を転々としている。巨乳のおっとりした美人だが極度の方向音痴である。

### 友人関係
城小路 このえ（じょうこうじ このえ）
祐海の4歳年下で、幼馴染の少女。祐海を強く慕っており、彼女のためなら手段を選ばない多少強引なところがある。
祐海が高校2年に進級した年に飛び級で同学年になり、さらに次の年には学業の課程を修了し、教師研修生扱いで祐海のクラスの副担任に着任した。
小森 芳乃（こもり よしの）
祐海のクラスメイト。眼鏡をかけている。演劇部の衣裳係だが、自分で演技をするのは苦手。
高山 鈴子（たかやま りんこ）
祐海のクラスメイト。何事にも無気力で無関心。スタイルは良い一方、学校の成績は壊滅的。
宮原 夕姫（みやはら ゆき）
りくのクラスメイト。りくと同じ大学に進学した。りくの言動についてこられる、数少ない人物。
石神（いしがみ）
祐海のクラスメイトの男子生徒。祐海が片思いしている。オタク思考の持ち主。

## 単行本
1. 2007年1月27日発売、2月11日初版発行 ISBN 978-4-8322-7612-3
2. 2011年5月27日発売、6月11日初版発行 ISBN 978-4-8322-4033-9